# Haus Zindler

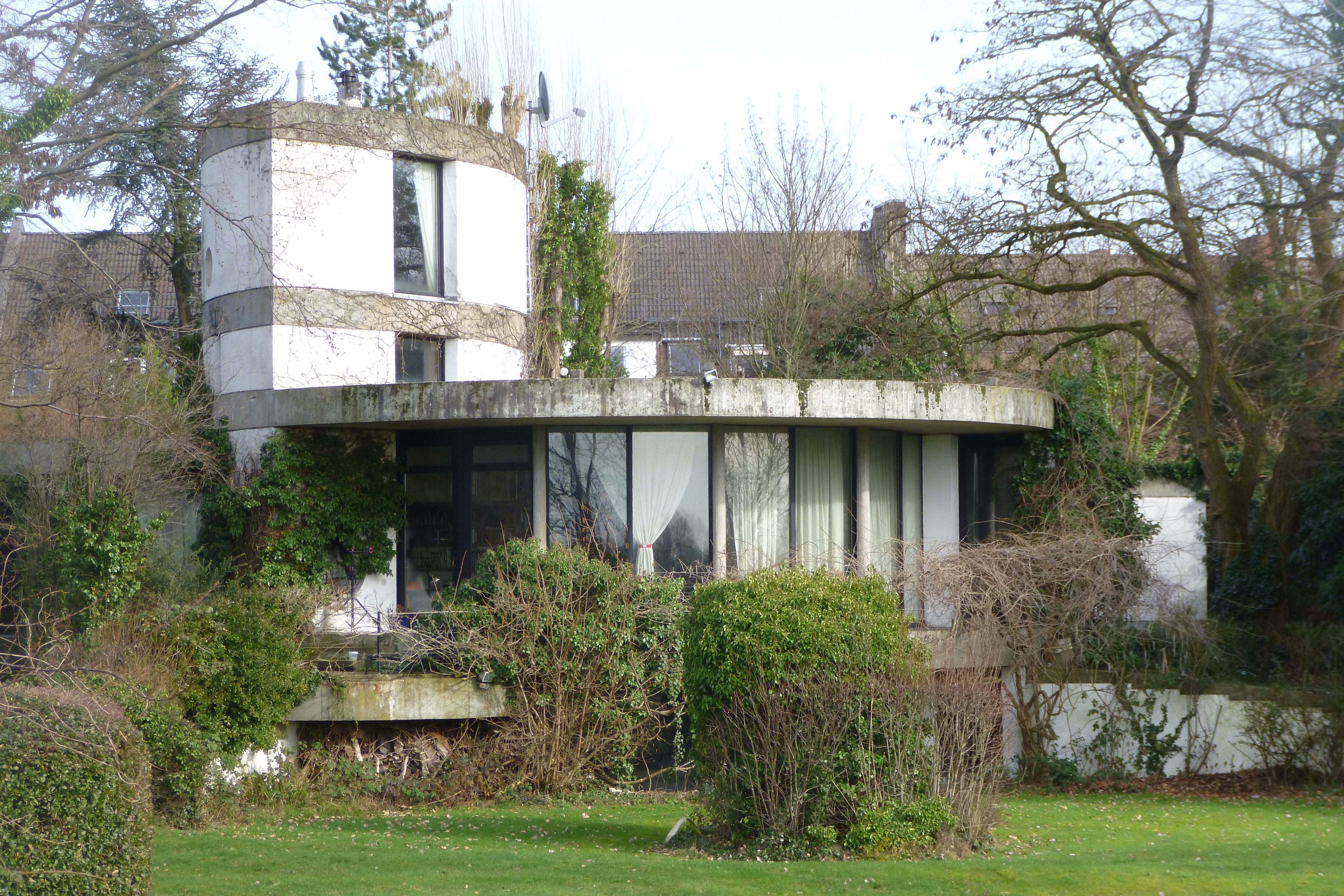
Haus Zindler von Westen (Rheinseite, 2021)

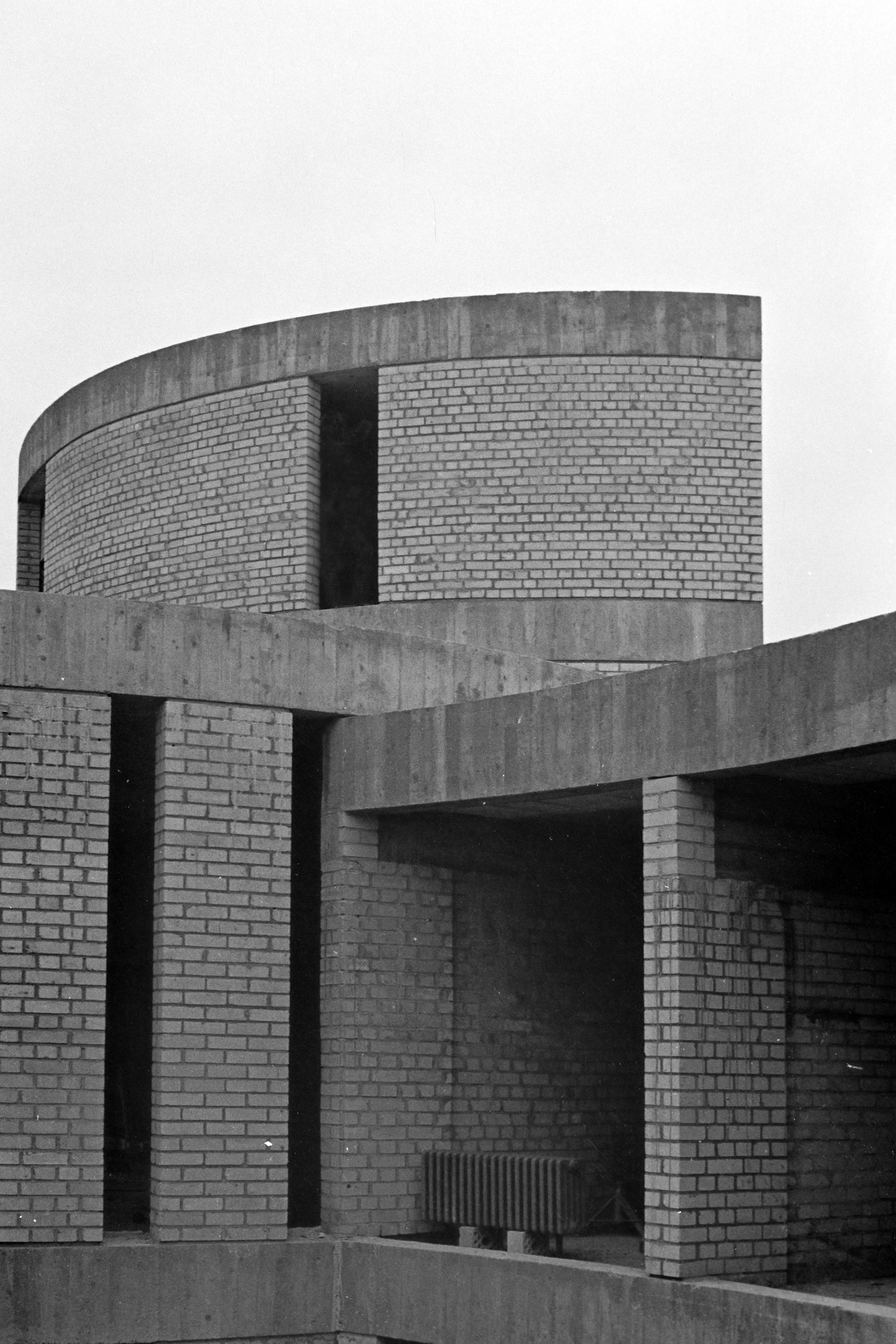
Haus Zindler im Rohbau (1966)

Das Haus Zindler an der Himmelgeister Landstraße 171 in Düsseldorf-Himmelgeist wurde 1967 nach Entwürfen von Paul Schneider-Esleben für Martin Zindler erbaut.

## Beschreibung
Das Wohngebäude ist ein Beispiel für Brutalismus: „Mit der Materialwahl [Beton], der Offenlegung der Konstruktion und dem Streben nach Volumen nimmt er Prinzipien des ‚Betonbrutalismus‘ auf“. Die unverputzten Betondecken sind nach außen sichtbar und umschließen die verschiedenen Bauteile. Ein hoher Betonturm ragt aus dem Betongebäudekomplex hervor. In seiner Form erinnert dieser an einen Schiffsschornstein.
Der Komplex wurde auf einem Grundriss bestehend aus verschiedenen Kreisen errichtet – „den Grundriss entwickelte [er] aus der geometrischen Grundform des Kreises, Kreise und Kreissegmente mit unterschiedlichen Durchmessern sind gegeneinander geschoben und durchdringen sich teilweise“. Es ist zugleich ein Beispiel für organische Architektur; so geht Eslebens Arbeit mit gekurvten Grundrissen auf Wrights Prinzipien der organischen Architektur zurück – „dabei sind Werke Frank Lloyd Wrights hervorzuheben, die Schneider-Esleben wohl auch beeinflussten“.
Der skulpturale Villenbau liegt auf einem Rheingrundstück, die verschieden breiten Gebäudekomplexe wurden auf der Grundlage des goldenen Schnitts erarbeitet.